# Standbeeld van Innocentius X
Het standbeeld van Innocentius X is een meer dan levensgroot bronzen beeld van paus Innocentius X. Het werd tussen 1646 en 1650 gemaakt door Alessandro Algardi. Het kunstwerk maakt deel uit van de collectie van de Capitolijnse Musea in Rome. 

## Herkomst
In 1645 besloten de Romeinse magistraten (conservatori) een bronzen standbeeld van Innocentius X op te richten voor de viering van het heilig jaar in 1650. Het moest een plek krijgen in het Palazzo Nuovo aan het Piazza del Campidoglio. De paus had dit paleis laten afbouwen om de inrichting van het plein te voltooien. In 1646 werd de opdracht voor 2.500 scudi toevertrouwd aan Alessandro Algardi, een beeldhouwer uit Bologna. Omdat de eerste versie van het beeld gebreken vertoont, is er een tweede nodig om de opdrachtgevers tevreden te stellen. 
Het oppervlak van het beeld is niet perfect afgewerkt, omdat het op tijd klaar moest zijn voor de viering van het heilig jaar. Het erebeeld werd op 9 maart 1650 in aanwezigheid van de paus ingehuldigd in de grote zaal van het Palazzo dei Conservatori, die ook bekend staat als de zaal van de Horatii en Curiatii. Vanaf de tweede helft van de zestiende eeuw werden daar standbeelden van pausen geplaatst. Voor 1671 werd het beeld overgebracht naar de salon van het Palazzo Nuovo. Tijdens de Franse bezetting ontkwam het ternauwernood aan vernietiging, voordat het in 1818 definitief werd teruggeplaatst op zijn oorspronkelijke plek.

## Voorstelling
De paus draagt kleding die past bij officiële gelegenheden, op zijn hoofd de pauselijke tiara met zijn drie cirkels vol ornamenten en edelstenen, daaronder een  versierde koormantel en een sterk geplooid gewaad.
Het beeld heeft enkele onvolkomenheden: gaten door smeltfouten en een beperkte afwerking van de oppervlakken. Toch kunnen deze imperfecties de hoge kwaliteit van het beeld niet verhullen. Door veel critici wordt het beschouwd als een van de beste werken van Algardi.